# Número de Stokes

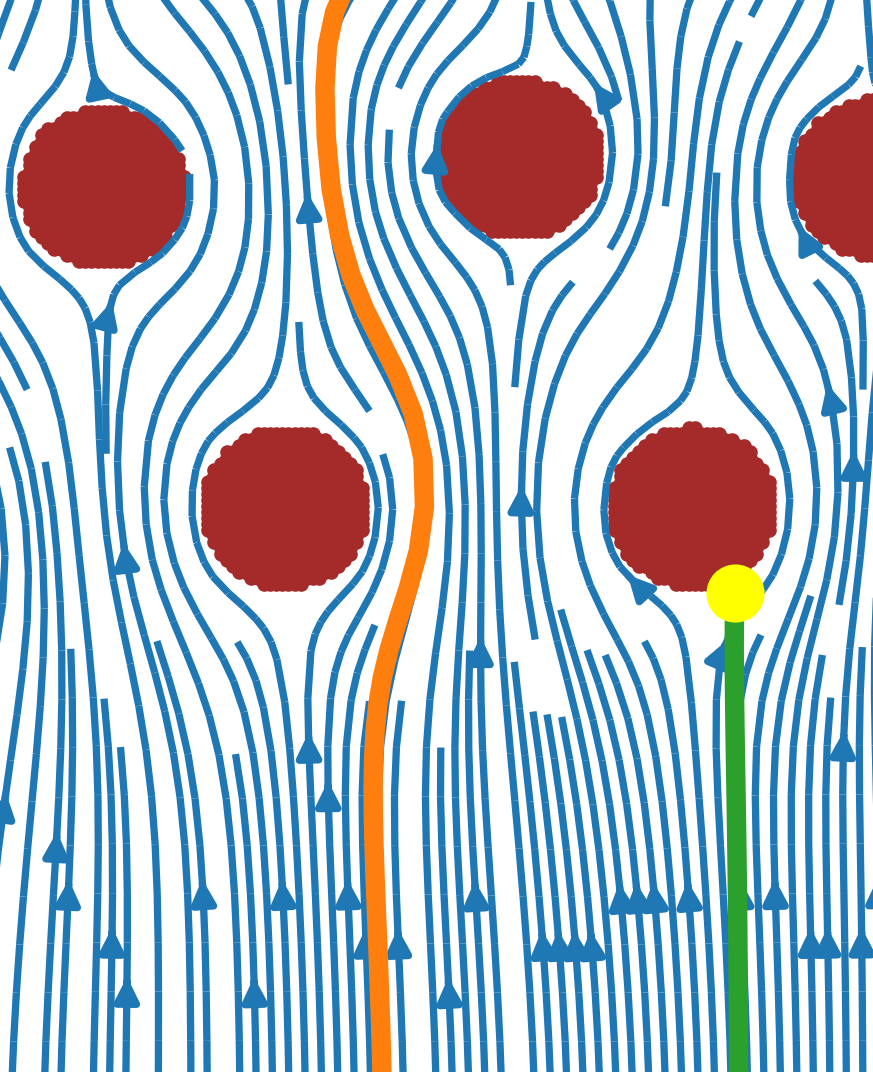
ilustración de la variación del número de Stokes

El Número de Stokes (Stk) es un número adimensional definido como el cociente entre la distancia de parada de una partícula y la dimensión característica del obstáculo. Caracteriza el comportamiento de las partículas suspendidas en un flujo. 

## Etimología
El número de Stokes es llamado así en honor al matemático irlandés George Gabriel Stokes

## Simbología
| Símbolo                        | Nombre                                                     | Unidad |
| ------------------------------ | ---------------------------------------------------------- | ------ |
| {\displaystyle \mathrm {Stk} } | Número de Stokes                                           |        |
| {\displaystyle \tau }          | Tiempo de relajación de la partícula                       | s      |
| {\displaystyle u_{o}}          | Velocidad del fluido lejos del obstáculo o corriente libre | m / s  |
| {\displaystyle d_{c}}          | Dimensión característica del obstáculo                     | m      |

## Descripción
El número de Stokes se define como:
{\displaystyle \mathrm {Stk} ={\frac {\tau \,u_{o}}{d_{c}}}}
| Para                                | Descripción |
| ----------------------------------- | --- |
| {\displaystyle \mathrm {Stk} \gg 1} | Las partículas continuarán en línea recta mientras que el fluido evitará el obstáculo. Es decir las partículas impactarán con el obstáculo. |
| {\displaystyle \mathrm {Stk} \ll 1} | Las partículas seguirán las líneas de corriente del fluido.                                                                                 |